# Kvalspelet till Elitserien i handboll för herrar 2004/2005
Kvalspelet till Elitserien i handboll för herrar 2004/2005 bestod av två omgångar, ett "Semi off" och ett "Direkt off". I Semi off deltog vinnarna av båda vårserierna av Division 1 samt lag 3 och 4 från Allsvenskan. De två vinnarna gick vidare till Direkt off där de mötte lag 11 och 12 från Elitserien.

## Semi off
| Match                                 | Resultat |
| ------------------------------------- | -------- |
| Anderstorps SK - Ystads IF HF (47–45) |          |
| Anderstorp - Ystad                    | 24–20    |
| Ystad - Anderstorp                    | 25–23    |
| Alstermo IF - GIK Wasaiterna (51–59)  |          |
| Almstermo - Wasaiterna                | 24–31    |
| Wasaiterna - Alstermo                 | 28–27    |

## Direkt off
| Match                                           | Resultat |
| ----------------------------------------------- | -------- |
| Djurgårdens IF - Anderstorps SK (2–0 i matcher) |          |
| Djurgården - Anderstorp                         | 30–22    |
| Anderstorp - Djurgården                         | 22–33    |
| IFK Tumba - GIK Wasaiterna (2–1 i matcher)      |          |
| Tumba - Wasaiterna                              | 33–27    |
| Wasaiterna - Tumba                              | 30–24    |
| Tumba - Wasaiterna                              | 30–23    |